# Alfredo Poledrini
Alfredo Poledrini (* 30. Juni 1914 in Genua, Italien; † 23. April 1980) war ein römisch-katholischer Erzbischof und Diplomat des Heiligen Stuhls.

## Leben
Alfredo Poledrini empfing am 27. März 1937 das Sakrament der Priesterweihe.
Am 27. Oktober 1965 ernannte ihn Papst Paul VI. zum Titularerzbischof von Vazari und bestellte ihn zum Apostolischen Pro-Nuntius in Sambia. Kardinalstaatssekretär Amleto Giovanni Cicognani spendete ihm am 5. Dezember desselben Jahres die Bischofsweihe; Mitkonsekratoren waren der Offizial im Staatssekretariat des Heiligen Stuhls, Kurienerzbischof Angelo Dell’Acqua, und der Apostolische Delegat in den Vereinigten Staaten, Erzbischof Egidio Vagnozzi. Am 21. Mai 1966 wurde Poledrini zudem Apostolischer Pro-Nuntius in Malawi. Paul VI. bestellte ihn am 20. September 1971 zum Apostolischen Pro-Nuntius in Lesotho und zum Apostolischen Delegat in Südafrika.
Am 18. September 1978 trat Alfredo Poledrini als Apostolischer Pro-Nuntius in Lesotho und Apostolischer Delegat in Südafrika zurück.
Alfredo Poledrini nahm an der vierten Sitzungsperiode des Zweiten Vatikanischen Konzils teil.